# Polyura intermedia
Polyura intermedia är en fjärilsart som beskrevs av Percy I. Lathy 1926. Polyura intermedia ingår i släktet Polyura och familjen praktfjärilar. Inga underarter finns listade i Catalogue of Life.